# SN 1955P
SN 1955P – supernowa odkryta 22 marca 1955 roku w galaktyce A113206+2458. W momencie odkrycia miała maksymalną jasność 18,50m.